# Diecezja Mandeville
Diecezja Mandeville (łac. Dioecesis Mandevillensis; hat. Dyosèz Mandeville) – jedna z 3 diecezji obrządku łacińskiego w Kościele katolickim na Jamajce w hrabstwie Middlesex ze stolicą w Mandeville. Erygowana 15 kwietnia 1991 jako wikariat apostolski. Ustanowiona diecezją 21 listopada 1997 bullą papieską przez Jana Pawła II. Biskupstwo jest sufraganią archidiecezji Kingston na Jamajce.

## Historia
Diecezja Mandeville powstała 21 listopada 1997 po przekształceniu wikariatu apostolskiego Mandeville, wydzielonego 15 kwietnia 1991 z archidiecezji Kingston i diecezji Montego Bay.

## Biskupi
- Biskup diecezjalny: bp John Persaud (od 2020)
- Biskup senior: bp Gordon Dunlap Bennett SJ (od 2006)

## Główna świątynia
- Katedra św. Pawła od Krzyża w Mandeville